# Bief-des-Maisons
Bief-des-Maisons è un comune francese di 79 abitanti situato nel dipartimento del Giura nella regione della Borgogna-Franca Contea.

## Società

### Evoluzione demografica
Abitanti censiti